# ТВ Лесковац
ТВ Лесковац је српска локална телевизија. Основана је 28. априла 1994. године. Медијска кућа се налази у Лесковцу.